# Hilda Lietzmann
Hilda Lietzmann (* 10. Juli 1925 in Köln; † 2. Juli 2008 in München) war eine deutsche Bibliothekarin und Kunsthistorikerin.
Hilda Lietzmann studierte die Fächer Kunstgeschichte, Klassische Archäologie und Geschichte. 1954 wurde sie an der Universität zu Köln mit einer kunsthistorischen Arbeit zu zwei Klosterkirchen der Karmeliten in Köln promoviert. Anschließend absolvierte sie von 1956 bis 1958 die Bibliothekarsschule der Bayerischen Staatsbibliothek. Nach vorübergehender Tätigkeit am Münchner Zentralinstitut für Kunstgeschichte kam sie 1958 zu den Monumenta Germaniae Historica, deren Bibliothek sie bis zum Eintritt in den Ruhestand im Jahre 1987 leitete und in dieser Zeit vollständig neu katalogisierte. Im Ruhestand verfasste sie eine Reihe von Monographien über historische Gartenanlagen, Gebäude und Gestalten der Barockzeit.

## Schriften
- Irdische Paradiese. Beispiele höfischer Gartenkunst der 1. Hälfte des 16. Jahrhunderts (= Kunstwissenschaftliche Studien. Bd. 141). Deutscher Kunstverlag, München u. a. 2007, ISBN 978-3-422-06675-5.
- Der Landshuter Renaissancegarten Herzog Ludwigs V. von Bayern. Ein Beitrag zur Garten- und Kulturgeschichte der Frühen Neuzeit (= Kunstwissenschaftliche Studien. Bd. 93). Deutscher Kunstverlag, München u. a. 2001, ISBN 3-422-06318-8.
- Valentin Drausch und Herzog Wilhelm V. von Bayern. Ein Edelsteinschneider der Spätrenaissance und sein Auftraggeber (= Kunstwissenschaftliche Studien. Bd. 75). Deutscher Kunstverlag, München u. a. 1998, ISBN 3-422-06223-8.
- Herzog Heinrich Julius zu Braunschweig und Lüneburg (1564–1613). Persönlichkeit und Wirken für Kaiser und Reich (= Quellen und Forschungen zur braunschweigischen Geschichte. Bd. 30). Selbstverlag des Braunschweigischen Geschichtsvereins, Braunschweig 1993, ISBN 3-928009-05-2.
- Das Neugebäude in Wien. Sultan Süleymans Zelt – Kaiser Maximilians II. Lustschloß. Ein Beitrag zur Kunst- und Kulturgeschichte der zweiten Hälfte des sechzehnten Jahrhunderts. Deutscher Kunstverlag, München u. a. 1987, ISBN 3-422-06008-1.
- Bibliographie zur Kunstgeschichte des 19. Jahrhunderts. Publikationen der Jahre 1940–1966 (= Studien zur Kunst des neunzehnten Jahrhunderts. Bd. 4, ISSN 0081-7325). Prestel, München 1968.
- Die Klosterkirchen „im Dau“ und St. Maria in der Schnurgasse zu Köln und verwandte Bauten des Ordens der unbeschuhten Karmeliten. 1956 (Köln, Universität, Dissertation, vom 31. Juli 1956, maschinschriftlich).